# CHIKA (ラッパー)
CHIKA（チカ、チーカ、本名: Jane Chika Oranika、1997年3月9日 - ）は、アメリカ合衆国アラバマ州モンゴメリー出身のラッパー、歌手、ソングライター、ヒップホップミュージシャン。
2019年にJoJoの楽曲「Sabotage」にフィーチャーされたことで知名度を上げ、2020年にXXLマガジンFreshman Classに選ばれる。第63回グラミー賞では最優秀新人賞にノミネートされた。

## 来歴
1997年3月9日、アラバマ州モンゴメリーでナイジェリア系アメリカ人の両親の3人娘の末っ子として生まれる。彼女はイグボ系で、ペンテコステ派の信仰で育った。CHIKAは音楽と詩に興味を持っていたため、ブッカー・T・ワシントン・マグネット・ハイスクールに通った。名門バークリー音楽大学に合格したが、学費の関係で南アラバマ大学に入学。彼女は音楽のキャリアに専念するために最初の年に退学した。
2018年、CHIKAはカニエ・ウェストの「Jesus Walks」のビートに乗せてフリースタイルを披露し話題となる。このフリースタイルはドナルド・トランプへの支持を表明したカニエに対するものだった。
2019年4月、デビューシングル「No Squares」をリリース。翌月、ジミー・キンメル・ライブ!で楽曲「Richey v. Alabama」を披露した。その後2枚のシングル「High Rises」「Can't Explain It」をリリース。JoJoの楽曲「Sabotage」にも客演で参加した。
2020年3月12日、EP『Industry Games』がWarner Recordsからリリースされた。8月、XXLマガジンFreshman Classに選ばれる。その後、CHIKAは第63回グラミー賞の最優秀新人賞にノミネートされた。

## 人物
CHIKAはバイセクシュアルであることを明かしており、音楽やミュージックビデオの中で自分のセクシュアリティを取り上げている。
2020年5月30日、CHIKAはジョージ・フロイドが警察に殺害された事件に対するロサンゼルスの抗議行動で警察に短時間拘束された。彼女は翌日、ソーシャルメディアでこの件を取り上げ、平和的なデモに警察が介入したことを批判した。